# The Cincinnati Enquirer
The Cincinnati Enquirer es un periódico estadounidense de una amplia circulación en la ciudad de Cincinnati (Ohio) y el norte del estado de Kentucky (particularmente, las ciudades de Covington y Fort Thomas). Fue fundado en 1841 y a partir del año 1848 comenzó a publicar también ediciones dominicales, una práctica hasta entonces bastante inusual en la prensa estadounidense. Esta edición pertenece a la corporación de diarios Gannett Company Inc.

## Línea editorial
Aunque su línea editorial se inclinaba, en general, hacia el Partido Demócrata.
en 2008 el diario apoyó la candidatura presidencial del republicano John McCain, en sintonía con otros diarios editados por la misma corporación como USA Today, The Arizona Republic (Arizona), The Indianapolis Star (Indiana) y The Tennessean (Tennessee).

## Cambio de formato
A finales del año 2011, el diario tomó una decisión para mejorar las condiciones del periódico, la edición adelantó que cambiará su formato para 2012, intensificando el uso de gráficos y fotografías para mejorar la edición.